# سبب الوفاة

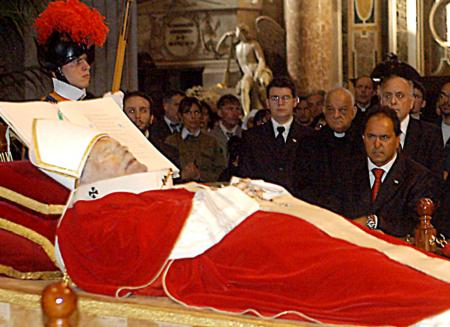

للحصول على قائمة شاملة من الأسباب المحتملة، انظر قائمة أسباب الوفاة حسب المعدل. للاستخدامات الأخرى، انظر سبب الوفاة (توضيح) ‏.
في القانون، الطب، والإحصاءات، سبب الوفاة هو المصطلح الذي يشير إلى التقرير الرسمي للحالات التي تؤدي إلى موت الإنسان. في العصر الحديث أصبحت مثل هذه التقريررات جزئًا لا يتجزء من الوثيقة الرسمية لشهادة الوفاة.

## التاريخ
في الأزمنة المعاصرة وفي معظم أنحاء العالم، يُحدد سبب الوفاة من قبل الطبيب الشرعي.

## مخاوف حول الدقة
وجدت دراسة في الوقاية من الأمراض المزمنة ‏ أن الثلث فقط منالأطباء المقيمين في مدينة نيويورك  اعتبروا النظام الحالي للتوثيق دقيقًا. نصفهم ذكروا عدم القدرة على تسجيل «ما شعروا أنه سبب الوفاة الحقيقي»، نقلا عن أسباب مثل القيود التقنية وتوجيههم إلى «وضع شيء آخر». ما يقرب من أربعة أخماس الأطباء أفادوا بأنهم غير مدركين أن قرارات من «المحتمل» و «يفترض» أو «غير محدد» يمكن أن تصبح أقل من ثلاثة في المئة عند تحديث شهادة الوفاة عندما تتعارض نتائج المختبر أو غيرها من المعلومات الجديدة المتاحة، كما وجد أن أمراض القلب والأوعية الدموية هي «أكثر تشخيص غير دقيق تم استخدامه».
قد يقع خلاف على سبب الوفاة ما بين الأقارب أو العامة، خاصة عند وجود درجة من عدم اليقين أو وجود غموض في ما يتعلق بسبب الوفاة. في مثل هذه المنازعات قد تنجم عن -أو في بعض الأحيان تحرض على- نظرية المؤامرة.

## العمر
ليست «الشيخوخة» في حد ذاتها سببا مباشرا للموت؛ يمكن أن يعزى السبب المباشر من الناحية النظرية البحتة إلى مرض معين أو فشل في عضو أو أحد أنظمة الجسم. ولكن مع مرور الوقت في معظم (ولكن ليس كل) الكائنات العديد من أنظمة الجسد تتعرض لأضرار بيولوجية، كيميائية أومادية والتي تتراكم في نهاية المطاف لتسبب فشل الأجهزة الجسدية. هذه مشكلة كبيرة في البشر؛ ويقدر أن ما يقرب من ثلثي الأشخاص الذين يموتون يوميًا (150000 شخص) في جميع أنحاء العالم، يموتون بأسباب ذات صلة وثيقة بالعمر. وتبدو النسبة أعلى من ذلك بكثير في الدول الصناعية لتصل إلى 90%. وبالتالي كسبب غير مباشر للوفاة فإن الشيخوخة البيولوجية هي - وبفارق شاسع - السبب الأول للوفاة.
وجهة النظر البديلة من الوفاة هي اعتبار الخسارة المقدرة لسنوات الحياة من أسباب الوفاة الأخرى غير المرتبطة بالعمر. ظهر مخطط معلومات بياني أعده توماس بروستوكي ونشر في عام 2013 يقارن «سنوات الحياة المفقودة سنويا» من عام 2005 إلى عام 2010.

## الوفاة الناجمة عن الحالة العاطفية
توجد بعض المفاهيم الشعبية أن شخصا ما يمكن أن يكون «خائفا حتى الموت» أو يموت من الوحدة أو الحسرة. يمكن للوفاة الناجمة عن الخوف أو الإجهاد أن تملك في الواقع  آثار فسيولوجية مباشرة. على سبيل المثال، فقد اقتُرح أن فرط تحفيز العصب المبهم - الذي يقلل معدل ضربات القلب في آلية ذات صلة بسلوك الموت الظاهري أو «التمارض» - هو سبب توثيق حالات موت نفسي. تملك استجابة الكر والفر تجاه الخوف أو التوتر  تأثيرًا معاكسًا، حيث يزيد معدل ضربات القلب من خلال هرمونات التوتر (الكورتيزون), ويمكن أن يسبب مشاكل  في القلب والأوعية الدموية (خاصة في الحالات المزمنة). هذه هي الآلية المقترحة لتفسير الزيادة الملحوظة في معدل الوفيات بسبب السكتة القلبية حين مواجهة العديد من الأحداث المجهدة مثل الإرهاب، الهجمات العسكرية والكوارث الطبيعية (حتى بين أولئك الذين ليسوا في المنطقة المصابة) وكذلك الوفيات في السرقات وغيرها من الأحداث المخيفة التي  لم تسبب شيءًا من الأذى الجسدي. يعد أشهر سبب طبي للوفاة في هذه الحالات  فشل القلب أو فرط نشاط العصب الحائر (الذي يمكن أن يحدث لأسباب أخرى كضربة توجه لمناطق معينة في الجسم واصابة الأعصاب).
لوحظت حالة واحدة محددة ناتجة عن الإجهاد الحاد، متلازمة القلب المنكسر (تاكوتسوبو), ولكن لا يجب أن يكون التوتر وثيق الصلة بالعلاقة العاطفية وليس من الضروري أن يكون سلبيا.

## الآثار القانونية

### الولايات المتحدة
تملك بعض عقود التأمين، مثل سياسات التأمين على الحياة، قواعد خاصة لبعض أسباب الوفاة. قد تبطل الإصابات المتعمدة، على سبيل المثال، الحق في المطالبة بموجب شروط هذا العقد.